# Dany Quintero
Danis Luis „Dany“ Quintero Chevans (* 10. Dezember 1984 in Cienfuegos) ist ein kubanischer Fußballtorhüter.
Quintero war für Cienfuegos aktiv, die Auswahlmannschaft seiner Heimatprovinz, mit der er 2008 und 2009 die Landesmeisterschaft gewann, und spielte in der kubanischen Nationalmannschaft. 2002 gehörte er zum kubanischen U-20-Aufgebot, als die Qualifikation für die Junioren-Weltmeisterschaft 2003 knapp verpasst wurde. In der Folge rückte er in die A-Nationalelf auf und belegte mit dem Team beim Caribbean Nations Cup 2007 den dritten Rang. Beim anschließenden CONCACAF Gold Cup 2007 war er Ersatztorhüter und stand in vier Spielen der WM-Qualifikation 2010 im Tor Kubas. Auch beim CFU Caribbean Cup 2008 gehörte er zum Kader, als sich die kubanische Nationalelf durch einen vierten Platz erneut für den CONCACAF Gold Cup qualifizierte, der kubanische Verband zog das Team allerdings von der Endrunde zurück.
Nachdem er sich während eines Trainingslagers in Deutschland im Juli 2009 vom Nationalteam abgesetzt hatte, suchte er einen neuen Heimatverein, unter anderem via YouTube. Kurzzeitig trainierte er beim portugiesischen Verein CA Valdevez. Im Februar 2010 wurde bekannt, dass der SV Nollingen, Kreisligist aus der deutschen Kreisliga B Hochrhein, den Torhüter verpflichtet hat. Zum Rückrundenstart am 7. März 2010, in einem Nachholspiel beim SV Herten in Rheinfelden, stand er erstmals im Tor der Südbadener. Im Sommer 2012 verließ er dann den SV Nollingen und schloss sich dem Südbadener Verbandsligisten SV Weil an. Nachdem er sich in den ersten drei Monaten aber nur als Ersatztorhüter die Bank drückte, kehrte er am 20. September 2012 zu SV Nollingen zurück. Nachdem er zunächst im Sommer 2013 studienbedingt eine Pause einlegen wollte, entschied er sich am 19. Juni 2013 für einen Wechsel zum Bezirksliga-Aufsteiger FSV Rheinfelden, mit dem ihm 2014 der Durchmarsch in die Landesliga Baden gelang.